# Браун, Альфред

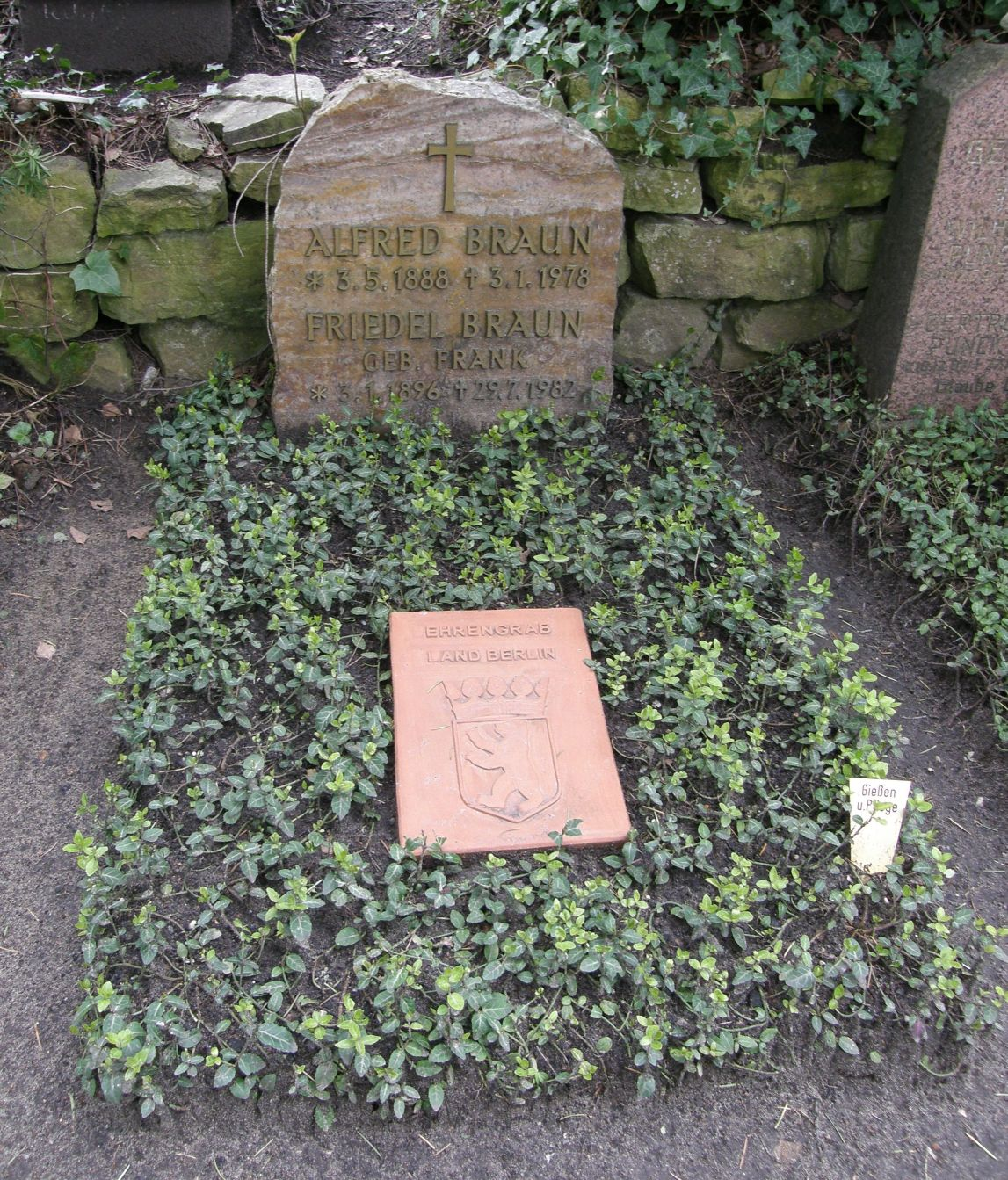
Могила Альфреда Брауна на кладбище Хеерштрассе в Вестенде

Альфред Браун (нем. Alfred Braun; 3 мая 1888, Берлин — 3 января 1978, Берлин) — пионер немецкого радиовещания. Получил известность в качестве радиорепортёра и режиссёра радиоспектаклей. Также работал актёром, режиссёром и сценаристом в театре и кино.

## Биография
Учился у Макса Рейнхардта и в 1907 году поступил на службу актёром в труппу берлинского театра имени Шиллера. В ноябре 1924 года Браун начал работать на радио, вначале в качестве диктора, затем также режиссёром на первой немецкой радиостанции Funk-Stunde Berlin. В историю немецкого радиовещания вошли его прямые репортажи с траурной церемонии похорон рейхсминистра иностранных дел Густава Штреземана 6 октября 1929 года и с церемонии награждения Нобелевской премией по литературе Томаса Манна 10 декабря 1929 года.
До 1933 года руководил актёрским отделом Funk-Stunde Berlin. Время от времени он соглашался играть сам. Социал-демократ Браун был одной из популярнейших фигур в Веймарской республике. Карьера Брауна прервалась с приходом к власти национал-социалистов. В августе 1933 года он был временно арестован гестапо по обвинению в том, что он был главным представителем «Веймарской системы вещания», ответственным за «блокирование радиочасов», и на шесть недель отправлен в концлагерь Ораниенбург, а затем в центр заключения Берлин-Моабит.
После своего освобождения выехал через Турцию в Швейцарию, где работал преподавателем актёрского мастерства и в 1937—1938 — режиссёром в Городском театре Базеля. Незадолго до начала Второй мировой войны вернулся в Германию; в 1940 году работал ассистентом режиссёра Файта Харлана на съёмках антисемитского фильма «Еврей Зюсс». В 1941 году читал закадровый текст пропагандистского фильма о лётчиках «Небесные штурмовики» (нем. Himmelsstürmer) и после этого написал для Харлана сценарии фильмов «Золотой город» (нем. Die goldene Stadt), «Жертвенный путь» и «Кольберг».
По окончании войны стал популярным режиссёром радиоспектаклей в советской зоне оккупации, а с 1949 года — кинорежиссёром уже в Западной Германии, в частности, после фильма 1953 года «Аве Мария» с участием Цары Леандер. Его инсценировки отличались ярко выраженной чувственностью, что было характерно для западногерманского кинематографа 1950-х годов. В кинобиографии «Штреземан» Альфред Браун вновь обратился к личности рейхсминистра иностранных дел Густава Штреземана.
В 1954 году Браун был избран первым директором новой западноберлинской радиостанции Sender Freies Berlin.
Похоронен на кладбище Хеерштрассе в берлинском районе Шарлоттенбург.
Дочь Альфреда Брауна Этта Браун (род. 1928) стала актрисой.